# Pegomya carduorum
Pegomya carduorum är en tvåvingeart som först beskrevs av Huckett 1939.  Pegomya carduorum ingår i släktet Pegomya och familjen blomsterflugor. Inga underarter finns listade i Catalogue of Life.